# Nike Apache
Il Nike Apache fu un razzo sonda di produzione statunitense utilizzato, dalla NASA per posizionare strumentazione in alta atmosfera.
Composto da un razzo Nike come primo stadio e un razzo Apache come secondo stadio era in grado di raggiungere la termosfera e venne lanciato 697 volte nel periodo tra il 1958 e il 1990, anno in cui fu dimesso. Grazie al suo basso costo (6 000 USD) e la capacità di essere lanciato da molti siti mondiali risultò essere un vettore molto richiesto.
Il Nike Apache venne utilizzato per trasportare una varietà di carichi utili per studiare una vasta gamma di argomenti, tra cui radioastronomia, meteorologia, aeronomia, condizioni atmosferiche, la fisica del plasma e fisica solare. La NASA lo utilizzò in diversi siti di lancio, oltre che in tutti gli Stati Uniti d'America, anche in Brasile, Canada, India, Italia, Norvegia, Pakistan, Spagna, Suriname e Svezia, inclusa la portaerei di scorta della United States Navy USS Croatan. Il carico utile massimo trasportabile era di 80 lb (36 kg) e l'altitudine massima raggiungibile circa 125 mi (200 km).
La configurazione Nike-Apache venne utilizzata anche da una variante del razzo-bersaglio MQR-13 BMTS.

## Caratteristiche tecniche
- Carico: 36 kg
- Tangenza massima: 200 km
- Potenza al decollo: 217 kN
- Peso al decollo: 728 kg
- Diametro: 0,42 m
- Lunghezza: 8,31 m
- Span: 1,52 m
- Carburante: propellente liquido PU

## Utilizzatori
Stati Uniti
- NASA